# Parafia św. Antoniego Opata w Wozławkach
Parafia św. Antoniego Opata w Wozławkach – rzymskokatolicka parafia należąca do dekanatu Bartoszyce w archidiecezji warmińskiej.

## Zasięg parafii
Do parafii św. Antoniego Opata w Wozławkach od 2009 roku należą wierni z miejscowości: Trutnowo, Sułowo (dawniej parafia Podwyższenia Krzyża św. w Sułowie) oraz Winiec.
Wierni mają do dyspozycji dwa kościoły: św. Antoniego Opata oraz Podwyższenia Krzyża Świętego.